# Martin Sasse (Bischof)
Martin Sasse (* 15. August 1890 in Groß Drenzig bei Guben; † 28. August 1942 in Eisenach) war ein deutscher Landesbischof und Nationalsozialist.

## Leben
Sasse studierte von 1911 bis 1914 Evangelische Theologie in Tübingen, Halle (Saale), Berlin und Jena. Im Ersten Weltkrieg war er Soldat.
Am 2. Oktober 1921 wurde Sasse zum Pfarrer ordiniert und war bis 1922 Pfarrer in Heber/CSR. Von 1923 bis 1930 amtierte er als Oberpfarrer in Rothenburg/Oberlausitz und von 1930 bis 1933 als Pfarrer im thüringischen Lauscha.
Sasse wurde Mitglied der SA und der NSDAP und war führendes Mitglied der Kirchenbewegung Deutsche Christen. 1933 war er Mitglied des 3. und 4. Landeskirchentages und zunächst nebenamtliches, später hauptamtliches Mitglied des Landeskirchenrates. 1934 wurde er zum Landesbischof der Thüringer evangelischen Kirche bestimmt.

## Wirken
Als bekennender Antisemit und führender Kopf der Deutschen Christen nahm Sasse aktiv Einfluss auf die personelle und strukturelle Ausrichtung seiner Kirche und deren Unterwerfung unter die Ideologie und Praxis des NS-Staates, betrieb die „Entjudung“ der Thüringer Kirche, unterdrückte die Anhänger der Bekennenden Kirche und arbeitete mit der Gestapo zusammen. Innerhalb der Deutschen Christen gehörte Sasse nach deren Spaltung in verschiedene Organisationen zu den Protagonisten der Kirchenbewegung D.C. „Thüringer Richtung“, der radikalsten Strömung. 1939 gehörte er zu den Begründern des Eisenacher Instituts zur Erforschung und Beseitigung des jüdischen Einflusses auf das deutsche kirchliche Leben. Ebenso griff er den „Weltkatholizismus“ an. Er starb 1942 an den Folgen eines Schlaganfalls.
Ende 1938 gab Sasse unter dem Titel Martin Luther und die Juden: Weg mit ihnen! Auszüge aus Martin Luthers antijüdischer Schrift Von den Juden und ihren Lügen (1543) heraus. Im Vorwort begrüßte er die Novemberpogrome:

„Am 10. November 1938, an Luthers Geburtstag, brennen in Deutschland die Synagogen. Vom deutschen Volk wird zur Sühne für die Ermordung des Gesandtschaftsrates vom Rath durch Judenhand die Macht der Juden auf wirtschaftlichem Gebiet im neuen Deutschland endgültig gebrochen und damit der gottgesegnete Kampf des Führers zur völligen Befreiung unseres Volkes gekrönt. … In dieser Stunde muss die Stimme des Mannes gehört werden, der als der Deutschen Prophet im 16. Jahrhundert aus Unkenntnis einst als Freund der Juden begann, der, getrieben von seinem Gewissen, getrieben von den Erfahrungen und der Wirklichkeit, der größte Antisemit seiner Zeit geworden ist, der Warner seines Volkes wider die Juden.“

## Werke
- Vorwort, in: Der Kampf um die Autorität der Kirche. Eine Auseinandersetzung des Landeskirchenrats der Thüringer evangelischen Kirche mit der Bekenntnisfront, Jena: Diederichs 1935.
- (als Hg.) Martin Luther über die Juden: Weg mit ihnen!, Freiburg: Sturmhut-Verlag 1938 (englische und niederländische Übersetzungen 1939)